# Feel The Vibe
Singles de Axwell
Watch The Sunrise
(2005)
Feel The Vibe est une chanson du DJ suédois Axwell sortie en 2004. Le clip vidéo est mis en ligne le 29 septembre 2009 avec la version de Tara McDonald. Visionné plus de 500 000 fois sur YouTube, on y voit deux danseurs en train de s'affronter.

## Classement par pays
Feel The Vibe
| Classement (2004)                  | Meilleure position |
| ---------------------------------- | ------------------ |
| Finlande (Suomen virallinen lista) | 16                 |
| Pays-Bas (Nederlandse Top 40)      | 62                 |

Feel The Vibe (til The Morning Comes)
Une réédition du titre Feel The Vibe (til The Morning Comes) en collaboration avec la chanteuse Tara McDonald sort en 2005. Alors que la première version était plutôt destinée pour les clubs, la version 2005 parvient à se hisser dans plusieurs hit-parades. Le clip vidéo sort sur YouTube
| Classement (2006) | Meilleure position |
| ----------------- | ------------------ |
| Royaume-Uni       | 16                 |
| Pays-Bas          | 34                 |
| Irlande           | 38                 |
| Italie            | 49                 |
| France Club 40    | 4                  |